# Dicliptera cyclostegia
Dicliptera cyclostegia là một loài thực vật có hoa trong họ Ô rô. Loài này được Hand.-Mazz. mô tả khoa học đầu tiên năm 1925.